# Bernard de Castanet
Bernard de Castanet (c. 1240 – 14 de agosto de 1317) fue un obispo y cardenal de la Iglesia católica.
Castenet no pertenecía a la orden de los predicadores, aunque tuvo una relación excelente con los dominicos. Algunos de ellos eran el Inquisidor de Languedoc y el viceinquisitor de Francia.

## Biografía
Castanet Nació en Montpellier y obtuvo un grado de ley de la Universidad de Montpellier. También obtuvo diplomas para la Iglesia en Italia y Alemania.

### Obispo de Albi
En 1276 se convirtió en obispo de Albi hasta el año 1308. En 1287, Castanet ordenó que se construyera una nueva fortaleza en la catedral de Albi.

### Cardenal
El papa Juan XXII, nombró a Castanet cardenal el 17 de diciembre de 1316 en una curia papal. En Aviñón, escribió la acusación inicial de Bernard Délicieux. Castanet falleció el 14 de agosto de 1317.